# Богуслав (Люблінське воєводство)
Богуслав (пол. Bogusław) — село в Польщі, у гміні Гожкув Красноставського повіту Люблінського воєводства.
Населення — 97 осіб (2011).
У 1975-1998 роках село належало до Замойського воєводства.

## Демографія
Демографічна структура станом на 31 березня 2011 року:
|          | Загалом | Допрацездатний вік | Працездатний вік | Постпрацездатний вік |
| -------- | ------- | ------------------ | ---------------- | -------------------- |
| Чоловіки | 43      | 7                  | 26               | 10                   |
| Жінки    | 54      | 10                 | 27               | 17                   |
| Разом    | 97      | 17                 | 53               | 27                   |